# Học viện Hành chính Công và Kinh tế Quốc dân Nga
Học viện Hành chính Công và Kinh tế Quốc dân Nga trực thuộc Tổng thống Liên bang Nga (viết tắt RANEPA) là cơ sở giáo dục đại học đào tạo ở mọi cấp độ các chuyên ngành thuộc lĩnh vực kinh tế, xã hội và nhân văn; cũng như đào tạo và bồi dưỡng các lãnh đạo, cán bộ quản lý cấp cao trong bộ máy hành chính tại Liên bang Nga.
Học viện là tổ chức giáo dục duy nhất trực thuộc quản lý trực tiếp của Tổng thống Liên bang Nga (tương đương cấp Bộ, với vai trò, vị trí và chức năng tương tự Học viện Chính trị Quốc gia Hồ Chí Minh và Học viện Hành chính tại Việt Nam, hay Trường Hành chính Quốc gia của Pháp)
Một trong những tiền thân của Học viện chính là Viện Khoa học xã hội Trực thuộc Trung ương Đảng Cộng sản Liên Xô, nơi đã từng đạo tạo và bồi dưỡng gần 1.000 cán bộ lãnh đạo cao cấp của Việt Nam, trong đó tiêu biểu như: Tổng Bí thư Đảng Cộng sản Việt Nam Nguyễn Phú Trọng, Tổng biên tập báo Nhân dân và Tổng Thư ký Hội đồng Lý luận Trung ương Hồng Hà, Trưởng ban Tuyên giáo Trung ương Tô Huy Rứa, Bí thư Thành ủy Hà Nội Phạm Quang Nghị, Tổng biên tập tạp chí Cộng sản Tạ Ngọc Tấn, Bộ trưởng Bộ Y tế và Trưởng ban Tuyên giáo Trung ương Đỗ Nguyên Phương, Tổng biên tập báo Nhân dân Hồng Vinh...
Năm 2020, theo RAEX, RANEPA là một trong năm trường đại học có ảnh hưởng nhất tại Nga và lần đầu tiên xuất hiện trong bảng xếp hạng chuyên ngành của QS. Hơn 6,5 nghìn viên chức nhà nước và thành phố đang được đào tạo theo các chương trình hành chính công, trong đó 36 người trở thành người đứng đầu các vùng của Nga, 3 người trở thành bộ trưởng liên bang và 35 người khác trở thành thứ trưởng.
Năm 2021-2023, RANEPA đứng đầu bảng xếp hạng hàng năm của các trường đại học Nga trong lĩnh vực đào tạo "Quản lý nhà nước và thành phố" (SMA).
Năm 2023-2024, Học viện Tổng thống đã trở thành trường đại học được săn đón nhất trên toàn Nga trong 2 năm liên tiếp dựa trên kết quả của chiến dịch tuyển sinh. 
Với số lượng gần 200.000 học viên thuộc tất cả các hệ đạo tạo tại 52 cơ sở trên toàn lãnh thổ Liên bang Nga. Học viện được xem là cơ sở giáo dục đại học lớn nhất Nga và châu Âu.

## Lịch sử hình thành và phát triển

### 1921–2010: Viện Giáo sư Đỏ - Trường Cao cấp Chủ nghĩa Mác-Lênin - Học viện Khoa học Xã hội - Học viện Quản lý Nga - Học viện Hành chính Quốc gia Nga
Tháng 10 năm 1921 - Viện Giáo sư Đỏ (tiếng Nga: Институт красной профессуры) được thành lập theo Nghị quyết của Hội đồng dân ủy (Chính phủ) Liên bang Nga Xô viết nhằm đào tạo giảng viên khoa học xã hội cho các trường đại học, cũng như cán bộ cho các cơ quan nghiên cứu, các cơ quan trung ương của Đảng và Nhà nước.
Năm 1938 - Đổi tên thành Trường Cao cấp Chủ nghĩa Mác-Lênin trực thuộc Trung ương Đảng Cộng sản Liên Xô.
Ngày 2 tháng 8 năm 1946 - thành lập Viện Khoa học Xã hội trực thuộc Ban Chấp hành Trung ương Đảng Cộng sản Liên Xô. Đây là cơ sở giáo dục cao cấp của Đảng đào tạo cán bộ cho các tổ chức đảng trung ương và cấp ủy địa phương, cũng như các giáo viên và nhà nghiên cứu đại học.
1978 - Học viện Khoa học Xã hội trực thuộc Ban Chấp hành Trung ương Đảng Cộng sản Liên Xô được thành lập trên cơ sở ba cơ sở giáo dục đại học: Viện Khoa học Xã hội, Trường Đảng cao cấp và Trường Đảng cao cấp (hệ tại chức).
1978 - Tiến hành xây dựng khu phức hợp các tòa nhà của Học viện trên Đại lộ Vernadsky ở Moskva (trụ sở chính của Học viện hiện nay). Đến những năm 1983-1985 - giai đoạn đầu tiên của khu phức hợp mới của Học viện được đưa vào hoạt động.
Ngày 5 tháng 11 năm 1991 - theo Sắc lệnh của Tổng thống Liên bang Nga Boris Yeltsin, Học viện Khoa học Xã hội được chuyển đổi thành Học viện Quản lý Nga (tiếng Nga: Российская академия управления). Nhiệm vụ chính của Học viện là: đào tạo, bồi dưỡng sau đại học và đào tạo nâng cao cho đội ngũ cán bộ quản lý; phát triển công nghệ mới phục vụ hành chính công; giám định khoa học các chương trình, dự án của nhà nước; nghiên cứu và dự báo nhu cầu về nhân lực quản lý; hỗ trợ phân tích và cung cấp thông tin của các cơ quan quản lý và nhà nước.
1994 - Học viện Quản lý Nga được giao quyền kiểm soát các Trung tâm đào tạo cán bộ tại các địa phương, thuộc quyền quản lý của Tổng cục Đào tạo Cán bộ Công chức thuộc Chính phủ Liên bang Nga (tiền thân là các Trường Chính trị của Đảng Cộng sản Liên Xô tại địa phương).
1994 - trên cơ sở Học viện Quản lý Nga, Học viện Hành chính Quốc gia trực thuộc Tổng thống Liên bang Nga được thành lập. Nhiệm vụ chính của cơ sở giáo dục mới là: giáo dục, đào tạo, bồi dưỡng và nâng cao trình độ công chức; xây dựng các đề xuất về chính sách nhân sự nhà nước; chuẩn bị các khuyến nghị để cải cách nền công vụ và hỗ trợ pháp lý cho nó.
1995 - Thông qua Luật Liên bang "Về cơ sở của nền công vụ của Liên bang Nga", quy định các chức năng của Học viện Hành chính Quốc gia. Theo đó cán bộ, công chức phải có trình độ học vấn chuyên môn (bằng đại học) và phải tương ứng với lĩnh vực mà chức vụ của họ đảm nhiệm. Công chức được đảm bảo đào tạo chuyển đổi ngành và đào tạo nâng cao. Sau đó đội ngũ công chức trở thành những sinh viên chính của Học viện Hành chính Quốc gia Nga.
Ngày 1 tháng 3 năm 2001 - Học viện nhận được giấy phép của Bộ Giáo dục, cấp quyền hoạt động giáo dục trong 11 ngành của giáo dục đại học chuyên nghiệp, với 39 chuyên ngành khoa học, cũng như giáo dục nghề nghiệp bổ sung.

### 1970–2010: Viện Quản lý Kinh tế Quốc dân - Học viện Kinh tế Quốc dân
1970 - Viện Quản lý Kinh tế Quốc dân (tiếng Nga: Институт управления народным хозяйством) được thành lập. Đây là cơ sở giáo dục đại học khoa học đào tạo tiên tiến nhằm nâng cao bằng cấp cho lãnh đạo các cơ sở sản xuất của nền kinh tế quốc dân về phương pháp quản lý, tổ chức sản xuất và kế hoạch hóa hiện đại. Viện được thành lập trực thuộc Ủy ban Nhà nước về Khoa học và Công nghệ của Hội đồng Bộ trưởng (Chính phủ) Liên Xô.
1977 - Trên cơ sở Viện Quản lý Kinh tế Quốc dân, một cơ sở giáo dục mới bắt đầu hoạt động - Học viện Kinh tế Quốc dân trực thuộc Hội đồng Bộ trưởng Liên Xô. Mục tiêu của Học viện là nâng cao công tác đào tạo cán bộ quản lý phục vụ công tác tại các Bộ, Ban, ngành và các cơ quan quản lý nền kinh tế quốc dân.
Khi đó, học viên của trường là những thủ trưởng, chuyên gia đầu ngành của các cơ quan hành chính cấp trung ương và cộng hòa, cấp ngành và địa phương, đồng thời là người đứng đầu các đoàn thể, xí nghiệp, tổ chức lớn. Ngoài ra, Học viện Kinh tế Quốc dân còn đào tạo các nhà lãnh đạo và chuyên gia nước ngoài.
Thời hạn học thường từ 3 tháng đến 2 năm.
1988 -  tại Học viện lần đầu tiên thành lập Khoa Thương mại, mang tên - Trường Kinh doanh Quốc tế, và đây cũng là trường  đào tạo về kinh doanh đầu tiên ở Liên Xô.
1989 - Học viện do Abel Gezevich Aganbegyan - Viện sĩ Viện Hàn lâm Khoa học Liên Xô, một trong những nhà lãnh đạo của phe cải cách khoa học kinh tế trong nước, đứng đầu.
1992 - Học viện Kinh tế Quốc dân thuộc Hội đồng Bộ trưởng Liên Xô được đổi tên mới. Bây giờ nó được gọi là Học viện Kinh tế Quốc dân trực thuộc Chính phủ Liên bang Nga. Học viện không chỉ trở thành "lò đào tạo" các công chức và lãnh đạo mà còn là cơ sở giáo dục đào tạo về kinh doanh, cung cấp tất cả các loại hình dịch vụ giáo dục trong lĩnh vực kinh tế, khởi nghiệp và luật pháp.
1992 - Học viện Kinh tế Quốc dân khởi xướng việc phát triển các tiêu chuẩn đào tạo MBA của Nga.
1995 - Học viện Kinh tế Quốc dân được trao một địa vị mới - một trung tâm giáo dục, phương pháp luận và khoa học hàng đầu trong hệ thống đào tạo chuyển đổi nghề và đào tạo nâng cao công chức của chính quyền liên bang và khu vực. Các giáo sư từ Mỹ, Anh, Đức, Pháp, Hà Lan và các nước khác bắt đầu tham gia giảng dạy tại Học viện. Sinh viên và thực tập sinh có cơ hội nhận cùng với bằng tốt nghiệp của nhà nước Nga, bằng tốt nghiệp của trường đại học nước ngoài.
1996 - các chương trình giáo dục chuyên nghiệp đại học và sau đại học được mở tại Học viện.
Năm 1997 - bắt đầu thực hiện Chương trình Nhà nước về Đào tạo cán bộ quản lý (Chương trình Tổng thống). Mục tiêu chiến lược của Chương trình Tổng thống là nâng cao chất lượng quản lý tại các doanh nghiệp trong nước lên tầm quốc tế.
1999 - thời điểm bắt đầu thử nghiệm cấp nhà nước về việc giới thiệu hệ đào tạo MBA ở Nga, do Học viện khởi xướng. Kể từ thời điểm đó, theo Lệnh của Bộ Giáo dục Liên bang Nga số 1008 ngày 29 tháng 11 năm 1999, việc chuẩn bị cho sinh viên theo học chương trình Thạc sĩ Quản trị Kinh doanh - MBA bắt đầu tại Nga.
2001 - ra mắt chương trình DBA (Doctor of Business Administration - Tiến sĩ Quản trị Kinh doanh) đầu tiên ở Nga - một chương trình giáo dục kinh tế sau đại học kéo dài từ 1 đến 5 năm, bao gồm kiến thức bổ sung về các ngành kinh tế ứng dụng. Bằng cấp này cho phép người sở hữu đảm nhiệm các vị trí quản lý cấp cao.
2002 - Giáo sư, Tiến sĩ khoa học Kinh tế, Vladimir Aleksandrovich Mau, Nhà kinh tế công huân Liên bang Nga trở thành Hiệu trưởng Học viện Kinh tế Quốc dân.
2004 - Phòng Phát triển hợp tác Quốc tế được tổ chức trong khuôn khổ của Học viện. Nhiệm vụ chính của nó là làm việc với các sinh viên từ Hoa Kỳ và Châu Âu đến các chương trình đại học và sau đại học ngắn hạn. Học viện tiếp nhận sinh viên đến từ Stanford, Harvard, Princeton và các trường đại học khác của Mỹ.
Học viện tham gia vào việc đào tạo các cán bộ lãnh đạo kinh tế cao cấp, cũng như các chuyên gia quản lý hàng đầu. Trong năm 2004-2005, học viện bao gồm hơn 20 bộ phận, trong đó có 15 khoa, với hơn 6,5 nghìn sinh viên theo học.
2005 - Học viện bắt đầu thành lập Hệ thống đào tạo nhân sự, hỗ trợ và duy trì các cơ quan tự quản địa phương (hình thức tổ chức chính quyền địa phương tại Nga). Mục đích của việc tạo ra Hệ thống là để đảm bảo quá trình đào tạo liên tục và đào tạo nâng cao nhân sự của các cơ quan tự quản địa phương.
2007 - Học viện Kinh tế Quốc dân chiến thắng trong cuộc thi dành cho các cơ sở giáo dục đào tạo đại học chuyên nghiệp trong lĩnh vực giới thiệu các chương trình giáo dục đổi mới.

### 2010 - nay: Hợp nhất thành Học viện Hành chính Công và Kinh tế Quốc dân Nga
Ngày 20 tháng 9 năm 2010, Học viện Kinh tế Quốc dân thuộc Chính phủ Liên bang Nga được tổ chức lại thành Học viện  Hành chính Công và Kinh tế Quốc dân Nga trực thuộc Tổng thống Liên bang Nga (RANEPA) bằng việc sáp nhập vào Học viện Hành chính Nga trực thuộc Tổng thống Liên bang Nga cùng 12 cơ sở giáo dục nhà nước liên bang khác là:
- Học viện Hành chính Volgo-Vyatka,
- Học viện Hành chính Volgograd,
- Học viện Hành chính Viễn Đông,
- Học viện Hành chính Khu vực Oryol,
- Học viện Hành chính Vùng Volga mang tên P. A. Stolypin,
- Học viện Hành chính Tây Bắc,
- Học viện Hành chính Bắc Caucasus,
- Học viện Hành chính Siberi,
- Học viện Hành chính Ural,
- Học viện Hành chính Nhà nước và Chính quyền địa phương Mátxcơva,
- Học viện bổ túc văn bằng cho Cán bộ Công chức,
- Viện Quản lý Nhà nước và Chính quyền địa phương Primorsky (vùng Duyên hải).

Cho tới nay, Học viện là một trong những trường đại học hàng đầu của Nga với hệ thống giáo dục liên tục quy mô lớn từ các chương trình trung học và giáo dục đại học đến đào tạo nâng cao, đào tạo lại chuyên môn và giáo dục kinh doanh.
Học viện Tổng thống là trường đại học lớn nhất của Liên bang Nga, có 47 chi nhánh tại 42 vùng khác nhau của Liên bang Nga và là đơn vị dẫn đầu trong lĩnh vực đào tạo cán bộ quản lý. Học viện giữ vị trí hàng đầu trong số các trung tâm nghiên cứu, cũng như các trung tâm triển khai công nghệ giáo dục mới.
Theo sắc lệnh của Tổng thống Nga Vladimir Putin, Học viện đang triển khai một số chương trình giáo dục chủ lực, bao gồm “Trường Thống đốc” («Школа губернаторов») và “Trường Thị trưởng” («Школа мэров»). Sinh viên tốt nghiệp trở thành thống đốc và bộ trưởng, giữ các vị trí lãnh đạo trong các cơ quan hành pháp liên bang và khu vực, cũng như trong các tập đoàn nhà nước và các tổ chức phát triển. Học viện đang hướng tới đến năm 2030, Học viện sẽ trở thành trung tâm khoa học và giáo dục hàng đầu, là đối tác chính trong các vấn đề liên quan đến đào tạo cán bộ cho công chức.
Các hoạt động quốc tế của Học viện Tổng thống cũng nhằm mục đích đào tạo đội ngũ quản lý có trình độ cao. Học viện có vị thế là Tổ chức cơ bản của CIS về đào tạo cán bộ trong lĩnh vực hành chính công. Trong khuôn khổ chương trình nhà nước “Hỗ trợ phát triển quốc tế”, hơn 400 công chức và lực lượng dự bị từ các nước thuộc Khối thịnh vượng chung được đào tạo hàng năm. 850 công chức nước ngoài đã hoàn thành chương trình đào tạo giáo dục thường xuyên của Học viện. Học viện có sinh viên đến từ 60 quốc gia.

## Cấu trúc các Viện, Khoa tại chi nhánh Mát-xcơ-va
Hiện nay tại cơ sở chính tại Mát-xcơ-va của Học viện có 10 Viện, Khoa trực thuộc:
- Viện Quản lý nhà nước và Công vụ
- Viện Khoa học xã hội
- Viện Quản lý
- Viện Kinh doanh và Quản trị kinh doanh
- Viện Luật và An ninh Quốc gia
- Viện Kinh tế, Toán học và Công nghệ Thông tin
- Viện Tài chính và Phát triển bền vững
- Viện "Trường Cao đẳng Quản lý Công"
- Khoa Quản trị doanh nghiệp cấp cao
- Chương trình Tài nguyên của Nga[4]

### Phân hiệu
Tính đến ngày 09 tháng 9 năm 2021, Học viện có tổng cộng 52 chi nhánh ở gần như hầu hết các khu vực, địa phương của Liên bang Nga, trên nền tảng các Trường Chính trị địa phương trước đây :

## Lĩnh vực hoạt động

### Học thuật
Năm 1990, nhà xuất bản "Delo" được thành lập, chuyên xuất bản các tài liệu khoa học và giáo dục về kinh tế, xã hội học, khoa học chính trị, luật học, hành chính công, lịch sử, triết học và văn hóa.
Học viện Tổng thống hàng năm tổ chức một trong những sự kiện khoa học thường niên lớn nhất (cấp quốc tế) ở Nga trong lĩnh vực kinh tế - Diễn đàn Gaidar.

### Giáo dục

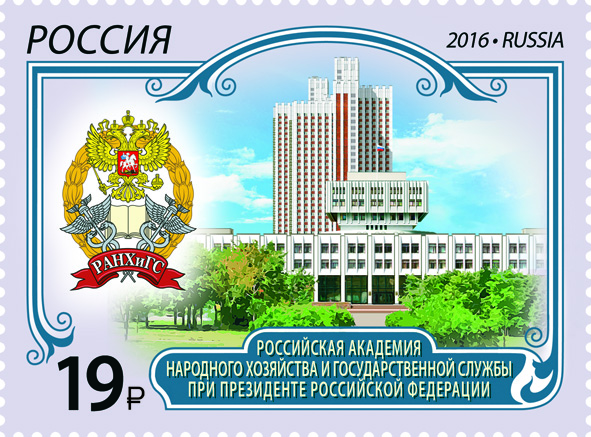
Tem bưu chính Nga kỷ niệm RANEPA

Học viện thực hiện đào tạo trong lĩnh vực quản lý và kinh tế theo các chương trình đại học (cử nhân, Chuyên gia (specialist degree) và thạc sĩ, cũng như thạc sĩ quản trị kinh doanh với trình độ trên cơ sở đã có bằng tốt nghiệp giáo dục đại học) và đào tạo sau đại học (tiến sĩ, tiến sĩ khoa học). Ngoài ra còn thực hiện đào tạo lại chuyên môn, nâng cao trình độ  .
Theo số liệu giám sát của Bộ Giáo dục và Khoa học Liên bang Nga năm 2016, có 17.412 sinh viên tại cơ sở chính của Học viện và hơn 96.000  nếu tính đến các cơ sở, chi nhánh, phân hiệu học các chương trình đào tạo đại học. Trong đó 12.243 sinh viên theo học chương trình giáo dục toàn thời gian tại Trụ sở chính. Tổng cộng, hơn một nửa số sinh viên theo học chương trình bán thời gian hoặc hệ tại chức - hơn 56.000 sinh viên .
Liên quan đến sự lây lan của đại dịch coronavirus, Học viện đã chuyển việc bảo vệ các luận án của tiến sĩ và tiến sĩ khoa học sang chế độ tương tác từ xa. Lần đầu tiên, hình thức bảo vệ luận văn trực tuyến được áp dụng tại Học viện vào ngày 22 tháng 5 .

### Xã hội
Học viện hàng năm tổ chức các Trại hè quốc tế cho học sinh, sinh viên cao học và các nhà khoa học trẻ 

### Hợp tác quốc tế
Học viện có mạng lưới hợp tác quốc tế rất rộng lớn, với nhiều chương trình đào tạo hợp tác với các Trường Đại học tại Pháp, Tây Ban Nha, Italia... đã có sinh viên Việt Nam theo học hệ hiệp định được đi học trao đổi ở nước ngoài.
Tính đến thời điểm hiện tại (Năm 2021) Học viện có quan hệ hợp tác với hơn 450 Đại học và tổ chức giáo dục trên thế giới. Trong đó trường đặc biệt chú ý quan hệ với các đối tác Việt Nam, trước khi COVID-19 lan truyền, chỉ trong năm 2019 đã có tới hai lần phái đoàn của Học viện, dẫn đầu là Giám đốc Học viện đã tới thăm Việt Nam, thể hiện mong muón hợp tắc toàn diện, sâu rộng với phía Việt Nam trong lĩnh vực chia sẻ kinh nghiệm đào tạo cánh bộ, nghiên cứu khoa học trong lĩnh vực hành chính công và đào tạo đại học, đối tác chính của trường tại Việt Nam là Học viện Chính trị Quốc gia Hồ Chí Minh và Học viện Hành chính Quốc gia, ngoài gia còn ký một số biên bản ghi nhớ, hợp tác với Học viện An ninh Nhân dân, Đại học Luật Hà Nội... 
Đáng chú ý là nhiều chính khách nổi tiếng của Việt Nam đã từng là học viên của trường, khi còn là Học viện Khoa học xã hội trực thuộc Trung ương Đảng Cộng sản Liên Xô (trong thời gian Liên Xô tồn tại, trường đã đào tạo gần 1000 học viên Việt Nam) , tiêu biểu như:
- Cố Tổng Bí thư Nguyễn Phú Trọng (Nghiên cứu sinh Tiến sĩ niên khóa 1981-1983, chuyên ngành Xây dựng Đảng),
- PGS. TS. Tô Huy Rứa - Nguyên UVBCT, Trưởng ban Tổ chức TƯ (Nghiên cứu sinh Tiến sĩ, chuyên ngành Triết học),
- Nhà báo Hồng Hà - Nguyên Bí thư TƯ Đảng, Trưởng ban Đối ngoại TƯ, Chánh văn phòng TƯ Đảng, TBT báo Nhân dân (Trường Đảng Cao cấp trực thuộc Trung ương Đảng Cộng sản Liên Xô niên khóa 1957-1960)
- Phạm Quang Nghị - Nguyên UVBCT, Bí thư Thành ủy Hà Nội, Bộ trưởng Bộ Văn hóa-Thông tin (Nghiên cứu sinh Tiến sĩ niên khóa 1981-1985, chuyên ngành Triết học)
- GS. TS. Tạ Ngọc Tấn - Nguyên Giám đốc Học viện Chính trị - Hành chính quốc gia Hồ Chí Minh, Tổng Biên tập Tạp chí Cộng sản (Nghiên cứu sinh Tiến sĩ niên khóa 1986-1990, chuyên ngành Truyền thông đại chúng)
- GS.TS. Đỗ Nguyễn Phương - Nguyên Bộ Trưởng Bộ Y tế, Trưởng ban Khoa giáo TƯ (Nghiên cứu sinh Tiến sĩ niên khóa 1980-1984, chuyên ngành Triết học),
- Nhà báo Hồng Vinh - Nguyên Tổng biên tập báo Nhân dân, Phó Trưởng ban Thường trực Ban Tuyên giáo Trung ương, (Nghiên cứu sinh Tiến sĩ niên khóa 1982-1984, chuyên ngành Báo chí)...v.v.

## Tiếp nhận đào tạo sinh viên quốc tế
Học viện chấp nhận sinh viên quốc tế theo phân bổ của Chính phủ Nga, tuy nhiên đồng thời với việc đăng ký trên website của Cơ quan hợp tác Nga (Rossotrudnichestvo,) cần phải đồng thời nộp đơn trên hệ thống của trường theo thông báo hàng năm, và trải quả hệ thống xét duyệt riêng của trường, thường bắt đầu nhận hồ sơ vào tháng 12, kết thức vào tháng 3 hàng năm, đây cũng là lý do tại sao nhiều sinh viên Việt Nam đăng ký vào Học viện theo diện Hiệp định nhưng không đỗ, vì đã không nộp vào hệ thống xét tuyển của trường, đây là một điểm rất cần lưu ý với các bạn có nguyện vọng vào trường.
Vì là một Học viện lớn, không trực thuộc Bộ Giáo dục hay Chính phủ Nga, mà trực thuộc Tổng thống, lại có hợp tác chặt chẽ với nhiều trường Đại học tại châu Âu và Mỹ, nên trường gần như không có truyền thống "ưu ái" sinh viên quốc tế, vì vậy các sinh viên mới sang, tiếng Nga hạn chế sẽ rất khó khăn khi theo học các chương trình học tại đây. Trường đặc biệt khuyến khích các sinh viên đã từng học tại Nga, có vốn tiếng Nga tốt, theo học các hệ đào tạo Thạc sĩ, Nghiên cứu sinh Tiến sĩ tại Học viện, vì đòi hỏi của trường cao, và môi trường chuyên nghiệp, hiện đại, định hướng đổi mới sáng tạo theo chuẩn Phương Tây.
Danh sách các ngành nhận sinh viên nước ngoài công bộ trên website của Học viện hàng năm. 
Năm 2025, Học viện nhận sinh viên nước ngoài vào các ngành 38.03.01. Kinh tế, 38.03.02. Quản lý, 38.03.04. Quản lý nhà nước và chính quyền địa phương, 40.03.01. Luật học, 41.03.01. Nghiên cứu khu vực nước ngoài, 41.03.05. Quan hệ quốc tế, 42.03.01. Quảng cáo và quan hệ công chúng.

### Hệ cử nhân:

#### 38.03.01 Kinh tế
với các chuyên ngành:
- Kiểm soát tài chính và kiểm toán nhà nước
- Tiền tệ, ngân hàng và thị trường tài chính
- Quản lý tài chính và công nghệ
- Quản lý hiệu suất kinh doanh và tinh thần khởi nghiệp
- Quản lý đầu tư
- Nghiên cứu kinh tế
- Phân tích kinh tế và tài chính
- Kinh tế doanh nghiệp và tổ chức
- Kinh tế kinh doanh

#### 38.03.02 Quản lý
với các chuyên ngành:
- Quản lý dự án ESG
- Marketing
- Quản lý sản xuất
- Quản lý sản
- Quản lý dự án
- Quản lý doanh nghiệp
- Quản lý tài chính
- Quản trị và lãnh đạo toàn cầu
- Kinh doanh quốc tế
- Quản lý chiến lược của công ty
- Quản lý trong ngành thời trang
- Quản lý ngành du lịch
- Quản lý ngành thể thao
- Kinh doanh nhà hàng
- Nghiên cứu thành phố và đô thị

#### 38.03.04 Quản lý nhà nước và chính quyền địa phương
với các chuyên ngành:
- Quản lý hiệu suất công
- Hỗ trợ pháp lý cho chính quyền nhà nước và chính quyền địa phương
- Chính phủ điện tử
- Chính sách đối nội và lãnh đạo
- Quản lý nhà nước và phát triển bền vững
- Quản lý công và chính sách công trong bối cảnh thách thức toàn thuôc chương trình "Nguồn lực của Nga"
- Chính sách đối ngoại và hành chính
- Chính sách đối ngoại và luật pháp quốc tế

#### 40.03.01 Luật học
với các chuyên ngành:
- Luật dân sự
- Luật thông tin (Hỗ trợ pháp lý cho nền kinh tế số)
- Nhà nước và pháp lý
- Hồ sơ pháp lý quốc tế (luật hội nhập toàn cầu với nghiên cứu sâu về ngôn ngữ nước ngoài)
- Luật học (có nghiên cứu nâng cao về tiếng Anh pháp lý và luật chung)
- Hồ sơ tài chính và pháp lý (hỗ trợ pháp lý cho công nghệ tài chính)
- Luật học: Nghiên cứu liên ngành
- Luật quốc tế và Luật so sánh
- Hồ sơ Luật dân sự
- Hồ sơ nhà nước và pháp lý
- Hồ sơ tài chính và pháp lý

#### 41.03.01 Nghiên cứu khu vực nước ngoài (Khu vực học)
- Quản lý các dự án và chương trình quốc tế
- Hợp tác quốc tế và ngoại giao
- Nghiên cứu khu vực nước ngoài và nghiên cứu kinh tế chính trị

#### 41.03.05 Quan hệ quốc tế
với các chuyên ngành:
- Quan hệ quốc tế: chính trị, kinh tế, kinh doanh
- Ngoại giao thể thao
- Chương trình phát triển bền vững quốc tế

#### 42.03.01 Quảng cáo và quan hệ công chúng
với các chuyên ngành:
- Quảng cáo và quan hệ công chúng trong môi trường kỹ thuật số
- Truyền thông tích hợp
- Truyền thông số và trí tuệ nhân tạo
- Quảng cáo và quan hệ công chúng

### Hệ thạc sĩ:

#### 38.04.01 Kinh tế
với các chuyên ngành:
- Quản lý đầu tư và đổi mới trong kinh tế
- Kinh tế quản lý nhà nước
- Giám sát tài chính và kiểm toán nhà nước
- Kinh tế doanh nghiệp
- Kinh tế và Luật pháp
- Kinh tế và Tài chính
- Kinh tế ngành truyền thông
- Ngân hàng, tài chính, đầu tư
- Kinh doanh và quyết định quản lý tài chính
- Khởi nghiệp trong môi trường số
- Ngoại giao tài chính
- Tài chính: Kế toán, phân tích và kiểm toán

#### 38.04.02 Quản lý
với các chuyên ngành:
- Quản trị tài chính doanh nghiệp
- Quản lý rủi ro doanh nghiệp
- Kinh doanh quốc tế: Quản trị nhân sự trong quá trình chuyển đổi kỹ thuật số
- Quản trị quốc tế
- Tiếp thị thần kinh và phân tích hành vi: Thiết kế trải nghiệm và lộ trình của khách hàng (CX)
- Khởi nghiệp công nghệ số và công nghệ
- Lãnh đạo và khả năng cạnh tranh toàn cầu. Chương trình thạc sĩ quốc tế bằng tiếng Anh.
- Đổi mới chiến lược và tinh thần khởi nghiệp
- Truyền thông chiến lược: Chính phủ và doanh nghiệp. Chương trình thạc sĩ quốc tế bằng tiếng Anh.
- Quản lý chiến lược và chính sách công
- Quản lý kinh doanh nghệ thuật
- Quản lý các dự án phát triển lãnh thổ
- Kiểm soát kỹ thuật số và phân tích ứng
- Doanh nghiệp công nghệ
- Quản lý doanh nghiệp
- Quản lý kinh doanh khách sạn
- Quản lý đơn hàng của chính phủ và doanh nghiệp
- Quản lý hệ thống sản xuất
- Quản lý sáng tạo và chuyển đổi số
- Quản lý chăm sóc sức khỏe và số hóa
- Quản lý tiếp thị và bán hàng trong nền kinh tế số
- Quản lý phát triển tổ chức doanh nghiệp
- Quản lý thể thao quốc tế
- Phát triển du lịch theo chiến lược
- Quản lý chuỗi cung ứng trong nền kinh tế số
- Quản lý trong các tổ chức tài chính
- Kinh doanh quốc tế
- Quản lý dự án quốc tế
- Quản lý dự án

#### 38.04.04 Quản lý nhà nước và chính quyền địa phương
với các chuyên ngành:
- Làm chủ quản lý nhà nước và phát triển chủ quyền "Nguồn lực của nước Nga"
- An ninh hành chính công và chống tham nhũng
- An ninh của quan hệ liên tôn và liên sắc tộc
- Chính sách xã hội của nhà nước và chính quyền địa phương
- Nền công vụ và chính sách nhân sự
- Quy định của nhà nước đối với khu vực doanh nghiệp và sự tuân thủ trong các tổ chức
- Quản lý nhà nước về phát triển kinh tế
- Hợp tác liên chính phủ (có nghiên cứu chuyên sâu về một ngôn ngữ nước ngoài)
- Quan hệ quốc gia và liên bang
- Quan hệ công chúng và chính sách truyền thông
- Tổ chức và quản lý trong chăm sóc sức khỏe
- Chính sách khu vực và quản lý chiến lược của khu vực
- Hệ thống chính quyền của nhà nước và địa phương
- Quản lý đô thị chiến lược và nghiên cứu đô thị
- Quản lý trong lĩnh vực văn hóa, giáo dục và khoa học
- Quản lý doanh nghiệp nhà nước và địa phương
- Quản lý dự án và chương trình
- Quản lý tài chính khu vực công
- Tư vấn quản lý
- Chính phủ số (chiến lược phát triển của xã hội thông tin)
- Hành chính công và hoạt động đối ngoại của Nga
- Hành chính công và an ninh quốc gia

#### 40.04.01 Luật học
Khối các chuyên ngành luật do Viện Luật và An ninh quốc gia đào tạo:
- Luật dân sự, tố tụng dân sự, quy trình tố tụng trọng tài
- Luật sư doanh nghiệp
- Luật gia trong bộ máy nhà nước
- Luật sư cho doanh nghiệp, chính quyền và quyền con người

Các chuyên ngành luật do Viện quản lý nhà nước và công vụ đào tạo:
- Luật dân sự, luật gia đình, tư pháp quốc tế
- Luật quốc tế, luật Châu Âu, thông lệ pháp lý quốc tế
- Bảo đảm pháp lý cho quản lý nhà nước và chính quyền địa phương
- Luật tài chính, luật thuế và thuế
- Luật học xã hội

#### 41.04.01 Nghiên cứu khu vực nước ngoài (Khu vực học)
với các chuyên ngành:
- Nghiên cứu khu vực nước ngoài và hợp tác quốc tế (có nghiên cứu chuyên sâu về ngoại ngữ)
- Truyền thông quốc tế (có nghiên cứu chuyên sâu về ngoại ngữ)
- Trung Đông: Lịch sử, văn hóa, xu hướng hiện đại

#### 41.04.05 Quan hệ quốc tế
với chuyên ngành:
- Hợp tác kinh tế quốc tế

### Hệ tiến sĩ:

#### 5.1 Luật học
Với các chuyên ngành:
5.1.1. Khoa học pháp lý lý thuyết và lịch sử
5.1.2. Khoa học luật công (luật pháp nhà nước)
5.1.3. Khoa học luật tư nhân (luật dân sự)
5.1.4 Khoa học luật hình sự
5.1.5. Khoa học pháp lý quốc tế

#### 5.2. Kinh tế
Với các chuyên ngành:
5.2.1. Lý thuyết kinh tế
5.2.2. Toán học, thống kê và công cụ
các phương pháp kinh tế
5.2.3. Kinh tế vùng và ngành
5.2.4. Tài chính
5.2.5. Kinh tế thế giới
5.2.6. Sự quản lý
5.2.7. Quản lý nhà nước và chính quyền địa phương

#### 5.3. Khoa học Tâm lý
Với các chuyên ngành:
5.3.1. Tâm lý học đại cương, tâm lý học nhân cách, lịch sử tâm lý học
5.3.4. Tâm lý giáo dục, chẩn đoán tâm lý môi trường giáo dục số
5.3.5. Tâm lý xã hội, tâm lý chính trị và kinh tế
5.3.7. Tâm lý phát triển

#### 5.4. Xã hội học
Với các chuyên ngành:
5.4.2. Xã hội học kinh tế
5.4.3 Nhân khẩu học
5.4.4. Cấu trúc xã hội, thể chế và quá trình xã hội
5.4.5. Xã hội học chính trị
5.4.6. Xã hội học văn hóa
5.4.7. Xã hội học quản lý

#### 5.5. Khoa học Chính trị
Với các chuyên ngành:
5.5.1. Lịch sử và lý thuyết chính trị
5.5.2. Thể chế chính trị, quy trình, công nghệ
5.5.3. Hành chính công và chính sách ngành
5.5.4. Quan hệ quốc tế, nghiên cứu toàn cầu và khu vực

#### 5.6. Khoa học lịch sử
Với các chuyên ngành:
5.6.1. Lịch sử trong nước
5.6.2. Lịch sử chung
5.6.5. Sử học, nghiên cứu nguồn, phương pháp nghiên cứu lịch sử
5.6.7. Lịch sử quan hệ quốc tế và chính sách đối ngoại

### Hội đồng luận án tiến sĩ
Kể từ ngày 1 tháng 9 năm 2017, theo Quyết định của Chính phủ Liên bang Nga, Học viện được trao quyền tự thành lập các hội đồng cơ sở của riêng mình để bảo vệ các luận án đối với cấp độ của tiến sĩ và tiến sĩ khoa học (đây là ưu thế rất lớn so với các trường Đại học khác phải phụ thuộc vào việc có được cho phép thành lập Hội đồng VAK hay không).
Các khối ngành Mà Học viện được tự thành lập Hội đồng luận án gồm:
- Khoa học Lịch sử
- Khoa học Kinh tế
- Khoa học Triết học
- Khoa học Pháp lý
- Khoa học Tâm lý
- Khoa học Xã hội học
- Khoa học Chính trị
- Văn hóa học

## Thư viện
Các kho sách của Học viện bao gồm:
- Thư viện của Hiệp hội Thương gia Mátxcơva (52 nghìn cuốn sách, trong đó có khoảng 14 nghìn cuốn sách ngoại văn)
- Bộ sưu tập sách của nhà khoa học - người viết thư mục và nhà sưu tập các ấn phẩm định kỳ của Nga thế kỷ 18-19 D.I. Yakushin (lên đến 30 nghìn bản). bao gồm tất cả các tạp chí định kỳ của Nga trong thế kỷ 18  và các bộ hoàn chỉnh của tất cả các tạp chí Nga đã xuất bản của thế kỷ 19 và đầu thế kỷ 20.
- Thư viện Đại học Nhân dân thành phố Mátxcơva A. L. Shanyavsky, nơi thu thập sách về tất cả các ngành giảng dạy của đầu thế kỷ XX.

Nhà sử học R. G. Pikhoya, nguyên Lưu trữ trưởng nhà nước Nga, đánh giá: 
Nhờ vị thế đặc biệt của nó trong hệ thống giáo dục của đảng, thư viện của Học viện đã bảo quản gần như tốt nhất bộ sưu tập tốt nhất tại Moscow các ấn phẩm định kỳ, kể cả các bản có số lượng phát hành nhỏ và các ấn phẩm đặc biệt, các bản thống kê và các ấn phẩm khác của đảng trong những năm 1920-1930. [...] Đáng chú ý là thư viện cũng bảo quản các ấn phẩm của những tác giả bị gọi là " Kẻ thù của nhân dân"  vốn đã bị loại khỏi mọi thư viện khác trong những năm 1930-1950. Do vậy, thư viện khoa học RANEPA là một trong bốn thư viện lớn nhất ở Moscow, chứa một bộ sưu tập đa dạng và gần như đầy đủ nhất các ấn phẩm ở Nga trong thế kỷ 20 (cùng với Thư viện Nhà nước Nga, Viện Thông tinh khoa học các ngành khoa học Xã hội thuộc Viện Hàn lâm Nga và Thư viện Lịch sử Nga).

## Đánh giá
Theo TASS và RIA Novosti, RANEPA là trường đại học kinh tế - xã hội và  nhân văn lớn nhất ở Nga và Châu Âu, đồng thời là một trong những trường đại học hàng đầu ở Liên bang Nga .
Năm 2016, Học viện Tổng thống nhận được tư cách là Trung tâm Khảo thí Ủy quyền của Cục Khảo thí của Trường Đại học Cambridge - Cambridge English Language Assessment. Học viện đã chỉ định số riêng của mình trong sổ đăng ký quốc tế: RU181. Theo đó, Đại học Cambridge đã ủy quyền cho RANEPA quyền tiến hành các kỳ thi và chuẩn bị cho các kỳ thi đó, cũng như trao bảy chứng chỉ quốc tế về tiếng Anh. Tình trạng của Trung tâm Chứng nhận là sự công nhận quốc tế về chất lượng giảng dạy tiếng Anh cao. 

#### Xếp hạng Học viện
RANEPA lọt vào top 5 trường đại học kinh tế ở Nga theo "Expert RA". Kết quả xếp hạng danh tiếng của các trường đại học trong các lĩnh vực mở rộng: thuộc lĩnh vực "Kinh tế và Quản lý" - vị trí thứ 5 năm 2016, lĩnh vực "Các lĩnh vực nhân đạo và xã hội" - vị trí thứ 9 .
RANEPA đã trở thành người dẫn đầu trong bảng xếp hạng của Superjob cổng thông tin Internet về mức lương của sinh viên tốt nghiệp các trường đại học Nga trong năm 2015-2016. (Vị trí thứ nhất) .
RANEPA lọt vào top 10 trường đại học quốc gia (vị trí thứ 8) trong Bảng xếp hạng Đại học Quốc gia - một dự án đặc biệt của tập đoàn truyền thông Interfax và Đài truyền hình Tiếng vọng Moskva [1].
Năm 2016, RANEPA được xếp hạng trong số 20 trường đại học hàng đầu cả nước theo xếp hạng Expert RA (vị trí thứ 12) .
Theo các cuộc khảo sát về sinh viên tốt nghiệp trường kinh doanh được thực hiện bởi cổng thông tin "MBA ở Moscow và Nga" và Job.ru, RANEPA đứng đầu Xếp hạng của người dân về các trường kinh doanh (vị trí thứ nhất) .
Năm 2016, 58 sinh viên tốt nghiệp của Học viện Tổng thống đã được vào bảng xếp hạng lần thứ XVII TOP 1000 Nhà quản lý hàng đầu của Nga .
Năm 2018, RANEPA được đưa vào danh sách 10 trường đại học hàng đầu của Nga trong bảng xếp hạng do sinh viên tổng hợp "Ứng viên tiêu biểu" (vị trí thứ 5) .
Năm 2018, RANEPA chiếm vị trí thứ hai trong danh sách 100 trường đại học tốt nhất ở Nga theo tạp chí Forbes .
16 tháng 1, 2019 tại Diễn đàn Gaidar, lần đầu tiên công bố kế quả xếp hạng các trường đại học Nga trong thực hiện các chương trình của chính quyền liên bang và địa phương. Vị trí đầu tiên trong bảng xếp hạng thuộc về Học viện  Hành chính Công và Kinh tế Quốc dân thuộc Tổng thống Liên bang Nga (RANEPA), vị trí thứ hai và thứ ba thuộc về Trường Kinh tế Cao cấp (HSE) và Đại học Tài chính trực thuộc Chính phủ Liên bang Nga .
Năm 2020, theo RAEX, RANEPA là một trong năm trường đại học có ảnh hưởng nhất tại Nga và lần đầu tiên xuất hiện trong bảng xếp hạng chuyên ngành của QS. Hơn 6,5 nghìn viên chức nhà nước và thành phố đang được đào tạo theo các chương trình hành chính công, trong đó 36 người trở thành người đứng đầu các vùng của Nga, 3 người trở thành bộ trưởng liên bang và 35 người khác trở thành thứ trưởng.
Năm 2021-2023, RANEPA đứng đầu bảng xếp hạng hàng năm của các trường đại học Nga trong lĩnh vực đào tạo "Quản lý nhà nước và thành phố" (SMA).
Năm 2023-2024, Học viện Tổng thống đã trở thành trường đại học được săn đón nhất trên toàn Nga trong 2 năm liên tiếp dựa trên kết quả của chiến dịch tuyển sinh.